# 李雷和韩梅梅
李雷（英語：Li Lei）和韩梅梅（英語：Han Meimei），为1990年代版人民教育出版社初中英语教材中的两个虚拟人物。该教材在中国各地广泛使用，使用人数上亿，而学习使用该教材的学生绝大多数为80后，因而这两个人物成了80后学生时代重要的回忆。“李雷和韩梅梅”的衍生品一度热销，有人甚至创作了《李雷和韩梅梅》的歌曲。2017年上映同名电影。
原版教材中李雷和韩梅梅等人物的绘图者是王惟震。

## 歷史
1986年，人民教育出版社外語室的主任劉道義向上級倡導編撰一本中外合編的英語教材的構思，經中華人民共和國政府批准及聯合國開發計劃署資助，於1988年在國際招標中選取英國朗文出版社合作編撰教材《英語》（Junior English For China）。

### 命名與設計
英方主編內維爾·格蘭特（Nevil Grant）負責為教科書的角色起名，英文名命名原則為簡單易讀，名字和姓氏都是常用字眼，讓學生易記，例如Jim、Tom、Lily、Lucy、Mr. Green、Mr. Read等。而中文名字則由中方編輯羅列名單，再讓內維爾·格蘭特定奪，中文名命名原則為時髦而朗朗上口，當時中國流行兩個字命名的名字，故教科書的角色多以兩個字命名，例如李雷、魏華（Wei Hua），林濤（Lin Tao）等。而三個字的中文名則採用疊字，例如韓梅梅、馬麗麗（Ma Lili）等。
中方編輯張獻臣負責形象設計，構想角色們的外貌和性格，再由《中國体育報》美術編輯插畫家王惟震繪畫。構圖非常注意細節，例如戴眼鏡的人物不常見，是因為想引導保護視力的重要；角色遞尺子也會有眼神交流，反映對人的尊重。而中國的孩子比較傳統，外國孩子對比開放。另外一位編輯劉道義則負責編寫故事大綱。劉道義在接受訪問時表示，角色間的關係單純，故事不可能涉及性和異性情感，編輯們對此極力避免。

### 場景和角色
書中虛構了中外學生在一起生活和學習的場景，這在現實中20世紀80年代和90年代的中國社會中為之罕見。儘管教材中李雷和韓梅梅都是比較出名的角色，但兩者在書中並沒有任何交流和談話，這是編輯刻意為之。繪者王惟震表示繪畫時已經警惕，不讓傳授例如早戀等任何不良的事物。
書中描述李雷是個個子不高，留着小平頭，臉形圓潤可愛，濃眉大眼，憨厚而善良，總是身穿帶橫條的T恤衫，熱愛運動和樂於助人的12歲男孩。而韓梅梅則是留着齊耳短髮，臉形圓潤，五官具有東方女性之美，身形中等，勤勞而能幹，形同優秀班幹部的11歲女孩。2000年，教科書改版之後，韓梅梅的名字改為韓梅（Han Mei）。
教科書《英語》在2005年停止使用，人民教育出版社於2009年出版由吳欣主編的小學英語教材《派斯英語》，書中重用《英語》中的角色，而角色長大成人，有各自的生活。書中描述李雷長大之後成了數學教師，長著中短頭髮，戴上了眼鏡；而韓梅梅則成為長著時髦髮型的人婦，嫁了名為韓剛（Han Gang）的人，生了名為韓可可（Han Keke）和韓惜惜（Han Xixi）一男一女兩名孩子。

### 其他角色
教材安排三個來自不同英語國家的外國家庭在中國居住，孩子與李雷和韓梅梅同在一間學校及班級就讀，分別是來自英國的格林（Green）一家、美國的金（King）一家和加拿大的雷德（Read）一家。格林一家的吉姆·格林（Jim Green）是一個金髮高挑，帥氣淘氣，喜歡運動，愛穿運動衫、牛仔褲的角色，是李雷的好友。吉姆·格林有一個叫凱特·格林（Kate Green）的妹妹，還有一隻叫波莉（Polly），會說英語的寵物鸚鵡。金一家的莉莉·金（Lily King）和露西·金（Lucy King）是雙胞胎姊妹，出生相差10分鐘。雷德一家的孩子分別叫湯姆·雷德（Tom Read）和安·雷德（Ann Read）。班級還有中國學生魏華（Wei Hua）、馬麗麗（Ma Lili）和林濤（Lin Tao）等，林濤是所有角色之中唯一戴眼鏡的。
高慧（Gao Hui）是班級的老師，學校門衛叫王叔叔（Uncle Wang），他是一個經常搞一些奇怪發明的工程師。

## 影響
由於教材自1990年起便成為除上海之外的所有中國大陸省級行政區使用，使用人數上億，書中角色深入民心，使之為主要用家80後的集體回憶。中國80後網民經常討論李雷和韓梅梅的後續故事，遐想兩者的感情發展，用集體懷舊的方式追憶自己的少年時代。中國流行歌手徐譽滕以此為題材，寫下《李雷和韓梅梅》一曲，傳唱於80後。北京大學社會學系的夏學欒教授認為，80後不滿社會競爭過於嚴酷，以李雷和韓梅梅來回憶過去的曾經的單純。北京大學元培學院以李雷和韓梅梅的故事設辯論賽題目，比賽反應踴躍，爭相辯論李雷和韓梅梅的感情問題。
元培學院的辯論賽引起了網路熱議，連教材編輯劉道義也收到消息。她表示對教材中的角色引起關注和討論大惑不解，書中角色根本沒有發生異性情感，不明白人們為什麼要向這方面想。而《派斯英語》主編吳欣也收到朋友電話，不滿其對角色的安排，甚至嘗試要求改寫結局。吳欣表示理解80後的懷舊情緒，但教材的故事是專注孩子的生活，而非成人的感情。吳欣反問為什麼一起才是美好的結局呢，而且故事仍然發展中，現在不是結局。
李雷和韓梅梅的故事分別被拍成電視劇《李雷和韓梅梅》和電影《李雷和韓梅梅》。